# Camptomus
Camptomus es un género extinto de mamífero marsupial del orden Didelphimorphia. Es un fósil del Cretáceo Superior procedente de Wyoming (EE. UU.). Restos de una escápula y un hueso interclavicular. El autor lo clasificó de manera menos inespecífica como Allotheria.